# Raiponce, la série
Raiponce, la série (Tangled: The Series puis Rapunzel's Tangled Adventure) est une série télévisée d'animation américaine développée par Chris Sonnenburg et Shane Pigmore.
C'est une adaptation du film d'animation Raiponce, sorti en 2010. Elle se déroule après les évènements du film mais avant ceux du court-métrage Le Mariage de Raiponce, sorti en 2012.
L'univers de la série a été introduit par un téléfilm de la collection des Disney Channel Original Movie intitulé Raiponce : Moi, j'ai un rêve et diffusé le 10 mars 2017 puis la série a officiellement débutée le 24 mars 2017 sur Disney Channel.
En France, elle est diffusée depuis le 3 septembre 2017 sur Disney Channel France et au Québec, depuis le 16 octobre 2017 sur La Chaîne Disney.

## Synopsis
La série commence après les évènements du film Raiponce et le retour de la princesse auprès de ses parents, le Roi Frédéric et la Reine Arianna de Corona. Nous découvrons sa nouvelle vie au château ainsi que ses aventures accompagnée de son futur époux Eugène, de Pascal, de Maximus et de sa servante Cassandra. Tandis que l'initiation à la vie de château en tant que princesse ne sera pas facile, tous doivent découvrir le mystère entourant le retour des longs cheveux blonds de Raiponce et ses conséquences sur le Royaume.

## Distribution

### Principale
| Voix originale        | Voix française                                     | Personnage          | Commentaire |
| --------------------- | -------------------------------------------------- | ------------------- | --- |
| Mandy Moore           | Maeva Méline                                       | Raiponce (Rapunzel) | Princesse de Corona qui essaie de faire de son mieux pour devenir une future reine convenable. Sa naïveté lui attire souvent des ennuis. |
| Zachary Levi          | Alexis Victor et Emmanuel Dahl (chant)             | Eugène Fitzherbert  | Ex-voleur connu sous le nom de Flynn Rider et compagnon de Raiponce. Il a une grande aversion et de la méfiance envers Cassandra.        |
| Eden Espinosa         | Marie Tirmont et Prisca Demarez (chant, s. 2 et 3) | Cassandra           | Meilleure amie et dame d'honneur de Raiponce, c'est la fille adoptive du capitaine de la garde. Elle a une forte aversion pour Eugène.   |
| James Monroe Iglehart | Jean-Baptiste Anoumon                              | Lance Strongbow     | Vieil ami d'Eugène et ancien partenaire                                                                                                  |
| Paul F. Tompkins      | Grégory Quidel                                     | le Satyre (Shorty)  | Petit, vieux et fou. C'est un ancien brigand                                                                                             |

### Récurrente
| Clancy Brown                                                                     | Gilles Morvan                                                                | Roi Frédéric                                    | Roi de Corona et père surprotecteur. Depuis l'enlèvement de sa fille, il craint et méprise la magie.                                                   |
| Julie Bowen                                                                      | Léovanie Raud                                                                | Reine Arianna                                   | Reine de Corona. Elle a donné à sa fille un journal pour y écrire ses propres aventures. Elle souhaite que Raiponce suive son cœur et ses rêves.       |
| Dee Bradley Baker                                                                | Dee Bradley Baker                                                            | Pascal                                          | Caméléon de compagnie et ami de Raiponce |
| Dee Bradley Baker                                                                | Dee Bradley Baker                                                            | Maximus                                         | Étalon blanc au nez de fin limier d'Eugène |
| Jeremy Jordan                                                                    | Julien Crampon, Michaël Lelong (chant, s.1) et Sébastien Valter (chant, s.3) | Varian                                          | Jeune alchimiste qui aide Raiponce. Il devient antagoniste et est emprisonné à Corona (saison 1). Plus tard, il rattrape sa conduite (saison 3).       |
| Kelly Hu                                                                         | Géraldine Asselin                                                            | Adira                                           | Guerrière mystérieuse et féroce qui suit et guide Raiponce vers la source des rochers noirs (saison 2)                                                 |
| Gardes du royaume de Corona, au service du roi Frédéric :                        |                                                                              |                                                 | |
| M.C. Gainey                                                                      | Pascal Casanova                                                              | Capitaine de la garde                           | On ne connait pas son nom |
| Sean Hayes                                                                       |                                                                              | Pierre (Peter)                                  | |
| Diedrich Bader                                                                   |                                                                              | Stan                                            | |
| « Brigands », ancienne bande de brigands liée d'amitié avec Raiponce et Eugène : |                                                                              |                                                 | |
| Jeff Ross                                                                        | Grégory Quidel                                                               | le Pied Froid (Hook Foot)                       | Remplace son frère, la Main Froide, qui est parti en tournée mondiale.                                                                                 |
| Jeffrey Tambor                                                                   | Xavier Fagnon                                                                | l'Amoureux (Big Nose)                           | Romantique de la bande (saison 1) |
| Charles Halford                                                                  | Grégory Quidel                                                               | Vladimir                                        | Porte un casque à cornes de taureau. C'est le plus fort de la bande.                                                                                   |
| Steven Blum                                                                      | Pascal Casanova                                                              | Attila                                          | Porte un casque en métal et passionné de cuisine. Il devient l'assistant de Monty.                                                                     |
| Autres habitants de Corona et des royaumes voisins :                             |                                                                              |                                                 | |
| Peter MacNicol                                                                   | Thibaut Lacour                                                               | Nigel                                           | Conseiller du roi |
| Pat Carroll                                                                      | Cathy Cerda (s. 1 et 2) Colette Venhard (s. 3)                               | Hortense Q. « Mère » Growley (Old Lady Crowley) | Vieille dame grincheuse connue pour ne jamais sourire.                                                                                                 |
| Richard Kind                                                                     | Jean-Claude Donda                                                            | Oncle Monty                                     | Gérant d'une boutique de bonbons. Il ne s'entend pas du tout avec Raiponce.                                                                            |
| Adewale Akinnuoye-Agbaje                                                         | Frantz Confiac                                                               | Xavier                                          | Forgeron qui connaît l'histoire de Corona |
| Zachary Levi                                                                     | Thibaut Lacour                                                               | Monsieur Feldspar                               | Cordonnier de Corona |
| Jonathan Banks                                                                   | Franck Gourlat                                                               | Quirin                                          | Père de Varian |
| Vivian Vencer                                                                    | Lila Lacombe                                                                 | Kiera                                           | Voleuse silencieuse, surnommée Furieuse (Angry) |
| Ruby Jay                                                                         | Kelly Marot                                                                  | Catalina                                        | Voleuse silencieuse, surnommée Rouquine (Red) |
| Jennifer Veal Tara Fitzgerald (épisode final)                                    | Pauline Ziadé                                                                | Fille enchantée / Zhan Tiri                     | Être mystérieux et fantomatique guidant Cassandra, qui se révélera plus tard être en réalité la redoutable et maléfique sorcière Zhan Tiri (saison 3). |

### Apparition
| Voix originale                                       | Voix française                           | Personnage                                                              | Commentaire |                |                |
| Antagonistes :                                       | Antagonistes :                           | Antagonistes :                                                          | Antagonistes : | Antagonistes : | Antagonistes : |
| ---------------------------------------------------- | ---------------------------------------- | ----------------------------------------------------------------------- | --- | -------------- | -------------- |
| Laura Benanti                                        | Youna Noiret                             | Lady Caine                                                              | Cheffe d'un groupe de bandits |                |                |
| Jess Harnell                                         | Sébastien Ossard                         | Pocket                                                                  | L'un des partenaires de Lady Caine                                                                                                  |                |                |
| Donna Murphy                                         | Sophie Delmas                            | Mère Gothel                                                             | Mère adoptive/ravisseuse décédée de Raiponce                                                                                        |                |                |
| Ron Perlman                                          |                                          | Les frères Stabbington                                                  | Anciens partenaires d'Eugène |                |                |
| Dean Winters                                         | Laurent Maurel                           | Andrew / Hubert                                                         | Chef des Saporiens. Le but des Saporiens est de renverser Corona. Varian est leur allié au début du premier épisode de la saison 3. |                |                |
| Gideon Emery                                         | Jean Rieffel                             | Anthony « la Fouine » (« Weasel »)                                      | Bras droit du Baron |                |                |
| Ellen Greene                                         | Juliette Degenne                         | Mme Bégonia / Démonia l'Éternelle (Mrs. Sugarby / Sugracha the Eternel) | Esprit maléfique qui prend la forme d'une vieille dame pour manipuler les habitants                                                 |                |                |
| Lance Henriksen                                      |                                          | Le Baron                                                                | Ennemi d'Eugène |                |                |
| Yvonne Strahovski                                    | France Renard                            | Pouliche (Stalyan)                                                      | Fille du Baron et ancienne fiancée d'Eugène qu'il a laissée à l'autel.                                                              |                |                |
| Christian Borle                                      |                                          | « Père »                                                                | Couple possédant une théière permettant de transformer les humains en oiseaux                                                       |                |                |
| Kathy Najimy                                         |                                          | « Mère »                                                                | Couple possédant une théière permettant de transformer les humains en oiseaux                                                       |                |                |
| Kim Coates                                           | Frédéric Popovic                         | Hector                                                                  | Un membre de la confrérie de l’opalin qui empêchera raiponce de continuer son chemin                                                |                |                |
| Gavin Creel                                          |                                          | Matthews / Tromus                                                       | Aubergiste de la Maison de la Veille de Demain                                                                                      |                |                |
| Betsy Sodaro                                         | Emmanuelle Rivière                       | Clémentine                                                              | Séparatiste de Saporia |                |                |
| Khary Payton                                         | Franck Capillery                         | Kai                                                                     | Séparatiste de Saporia |                |                |
| Autres habitants de Corona et des royaumes voisins : |                                          |                                                                         | |                |                |
|                                                      | Xavier Fagnon                            | Ludvig                                                                  | |                |                |
| Jessica St. Clair                                    | Diane Dassigny                           | Fernanda Pizzazo                                                        | Inventrice de l'exposition scientifique                                                                                             |                |                |
| Danielle Brooks                                      | Vanina Pradier et Prisca Demarez (chant) | Frida la Furie (Ruthless Ruth)                                          | Fantôme de l'ancienne propriétaire du Canard boiteux qui a pu gagner l'au-delà grâce à une mélodie perdue                           |                |                |
| Jane Krakowski                                       | Laura Préjean                            | Willow                                                                  | Jeune sœur de la reine Arianna |                |                |
| Bruce Campbell                                       | Olivier Cordina                          | Roi Edmond (King Edmund)                                                | Souverain du Royaume des Ombres et père d'Eugène                                                                                    |                |                |
| Reg E. Cathey                                        | Jérémie Covillault                       | le Capitaine Quaid                                                      | Ancien shérif de Vardaros qui sort de sa retraite grâce à Raiponce                                                                  |                |                |
| Natalie Palamides                                    | Véronique Alycia                         | Calliope                                                                | La nouvelle gardienne de la Cime, ex-apprentie                                                                                      |                |                |
| Dee Bradley Baker                                    | Philippe Catoire                         | Vigor le visionnaire/ Lord Demanitus                                    | un alchimiste et ancien protecteur de Corona qui se transforme en Singe médium diseur de bonne aventure                             |                |                |
| Carol Kane                                           |                                          | Madame Bobardi (Madame Canardist)                                       | Agent et maîtresse de Vigor |                |                |
| Flula Borg                                           | Benjamin Bollen                          | Alfons                                                                  | Chef de la tribu des Lorbs |                |                |
| Katy Mixon                                           | Elsa Bougerie                            | Sepharina                                                               | Sirène |                |                |

## Développement

### Production
Le 3 juin 2015, Disney Channel annonce le développement de la série. Le 15 février 2017, le renouvellement de la série pour une deuxième saison est annoncé avant la diffusion du pilote. La série comporte de nouvelles chansons d'Alan Menken, qui avait déjà écrit et composé les chansons du film, et Glenn Slater.
Le 1er juin 2018, Disney Channel commande une troisième saison de Raiponce, la série à quelques jours du lancement de la seconde saison prévue le 24 juin.

## Épisodes
| Saison       | Saison                | Épisodes | États-Unis     | États-Unis      | France            | France            |
| Saison       | Saison                | Épisodes | Début          | Fin             | Début             | Fin               |
| ------------ | --------------------- | -------- | -------------- | --------------- | ----------------- | ----------------- |
|              | Pilote                | Pilote   | 10 mars 2017   | 10 mars 2017    | 16 juin 2017      | 16 juin 2017      |
| Saisons      |                       |          |                |                 |                   |                   |
|              | 1                     | 21       | 24 mars 2017   | 13 janvier 2018 | 3 septembre 2017  | 11 mars 2018      |
|              | 2                     | 21       | 24 juin 2018   | 14 avril 2019   | 16 septembre 2018 | 9 juin 2019       |
|              | 3                     | 17       | 7 octobre 2019 | 1er mars 2020   | 24 novembre 2019  | 20 septembre 2020 |
| Hors-Saisons |                       |          |                |                 |                   |                   |
|              | Les Petites Histoires | 9        | 5 mai 2017     | 20 août 2018    | 12 novembre 2017  | 9 septembre 2018  |
|              | Journal Intime        | 20       | 25 juin 2017   | 3 avril 2018    | 9 novembre 2017   | 3 mai 2019        |

### Téléfilm (2017)
| № | Titre français                    | Titre original             | Diffusion française | Diffusion originale | Durée   |
| - | --------------------------------- | -------------------------- | ------------------- | ------------------- | ------- |
| 1 | Raiponce : Moi, j'ai un rêve (en) | Tangled: Before Ever After | 16 juin 2017        | 10 mars 2017        | 55 min. |

### Saison 1 (2017-2018)
| №  | #  | Titre français                       | Titre original             | Diffusion française | Diffusion originale | Code prod. | Durée   |
| -- | -- | ------------------------------------ | -------------------------- | ------------------- | ------------------- | ---------- | ------- |
| 1  | 1  | Nom d'un cheveu !                    | What the Hair!?            | 3 septembre 2017    | 24 mars 2017        | 101        | 22 min. |
| 2  | 2  | Amis à tout prix                     | Rapunzel's Enemy           | 10 septembre 2017   | 31 mars 2017        | 102        | 22 min. |
| 3  | 3  | La Reconversion d'Eugène             | Fitzherbert P.I.           | 17 septembre 2017   | 7 avril 2017        | 103        | 22 min. |
| 4  | 4  | Le Défi des Braves                   | Challenge of the Brave     | 24 septembre 2017   | 14 avril 2017       | 104        | 22 min. |
| 5  | 5  | Cassandra contre Eugène              | Cassandra v. Eugene        | 1er octobre 2017    | 21 avril 2017       | 105        | 22 min. |
| 6  | 6  | Des retrouvailles un peu spéciales   | The Return of Strongbow    | 22 octobre 2017     | 28 avril 2017       | 106        | 22 min. |
| 7  | 7  | Rivalités entre royaumes             | In Like Flynn              | 8 octobre 2017      | 23 juillet 2017     | 107        | 22 min. |
| 8  | 8  | L'exposition scientifique            | Great Expotations          | 15 octobre 2017     | 30 juillet 2017     | 108        | 22 min. |
| 9  | 9  | Amour et trahison                    | Under Raps                 | 29 octobre 2017     | 6 août 2017         | 109        | 22 min. |
| 10 | 10 | Raiponce mène l'enquête              | One Angry Princess         | 5 novembre 2017     | 13 août 2017        | 110        | 22 min. |
| 11 | 11 | L'Histoire de Pascal                 | Pascal's Story             | 6 janvier 2018      | 20 août 2017        | 114        | 22 min. |
| 12 | 12 | Les Grands Frères                    | Big Brothers of Corona     | 14 janvier 2018     | 1er octobre 2017    | 115        | 22 min. |
| 13 | 13 | La Fureur furieuse de Frida la Furie | The Wrath Of Ruthless Ruth | 21 janvier 2018     | 8 octobre 2017      | 117        | 22 min. |
| 14 | 14 | Duel de chevaux                      | Max's Enemy                | 28 janvier 2018     | 15 octobre 2017     | 118        | 22 min. |
| 15 | 15 | Le Cadeau de Willow                  | The Way of the Willow      | 18 février 2018     | 22 octobre 2017     | 119        | 22 min. |
| 16 | 16 | Le Rôle d'une reine                  | Queen for a Day            | 3 décembre 2017     | 19 novembre 2017    | 111        | 44 min. |
| 17 | 16 | Le Rôle d'une reine                  | Queen for a Day            | 3 décembre 2017     | 19 novembre 2017    | 112        | 44 min. |
| 18 | 17 | Le Syndrome du tableau blanc         | Painter's Block            | 4 février 2018      | 25 novembre 2017    | 113        | 22 min. |
| 19 | 18 | Humeur changeante                    | Not in the Mood            | 11 février 2018     | 2 décembre 2017     | 116        | 22 min. |
| 20 | 19 | Le Message de Varian                 | The Quest for Varian       | 25 février 2018     | 9 décembre 2017     | 120        | 22 min. |
| 21 | 20 | Le Retour de l'alchimiste            | The Alchemist Returns      | 4 mars 2018         | 16 décembre 2017    | 121        | 22 min. |
| 22 | 21 | Le Secret de la larme de soleil      | Secret of the Sun Drop     | 11 mars 2018        | 13 janvier 2018     | 122        | 44 min. |
| 23 | 21 | Le Secret de la larme de soleil      | Secret of the Sun Drop     | 11 mars 2018        | 13 janvier 2018     | 123        | 44 min. |

### Les Petites Histoires (2017-2018)
Les quatre premiers mini-épisodes ont été diffusés durant la pause entre les épisodes 2 et 3 lors de la diffusion américaine, et après l'épisode 10 lors de la diffusion française. À noter que ces épisodes étaient disponibles sur le service Disney Channel Pop Pick Play pendant le mois d'août 2017, soit avant la diffusion des épisodes de la première saison, sur Disney Channel France.
| # | Titre français       | Titre original | Diffusion française | Diffusion originale | Durée        |
| - | -------------------- | -------------- | ------------------- | ------------------- | ------------ |
| 1 | Pascal s'ennuie      | Check Mate     | 12 novembre 2017    | 5 mai 2017          | 2 min. 30 s. |
| 2 | La Clé du succès     | Prison Bake    | 19 novembre 2017    | 12 mai 2017         | 2 min. 30 s. |
| 3 | Un petit sourire     | Make Me Smile  | 26 novembre 2017    | 19 mai 2017         | 2 min. 30 s. |
| 4 | Méditation           | Hare Peace     | 10 décembre 2017    | 26 mai 2017         | 2 min. 30 s. |
| 5 | Gare au moustique    | Night Bite     | 12 août 2018        | 25 juin 2018        | 2 min. 30 s. |
| 6 | La Crise de hoquet   | Hiccup Fever   | 19 août 2018        | 7 juillet 2018      | 2 min. 30 s. |
| 7 | Boule de neige       | Snowball       | 2 septembre 2018    | 4 août 2018         | 2 min. 30 s. |
| 8 | Nouvelle mode        | Hairdon't      | 9 septembre 2018    | 20 août 2018        | 2 min. 30 s. |
| 9 | Le Vol de la licorne | Unicorny       | 26 août 2018        | 23 août 2018        | 2 min. 30 s. |

### Mon Journal Intime (2017-2018)
| #  | Titre français             | Titre original    | Publication française | Publication originale | Durée  |
| -- | -------------------------- | ----------------- | --------------------- | --------------------- | ------ |
| 1  | Cher journal               | First Entry       | 9 novembre 2017       | 25 juin 2017          | 1 min. |
| 2  | Cassandra                  | Cassandra         | 16 novembre 2017      | 2 juillet 2017        | 1 min. |
| 3  | Ma mère                    | Queen Ariana      | 23 novembre 2017      | 9 juillet 2017        | 1 min. |
| 4  | Mon père                   | King Frederic     | 29 novembre 2017      | 16 juillet 2017       | 1 min. |
| 5  | Les Règles de savoir-vivre | Etiquette         | 6 décembre 2017       | 3 septembre 2017      | 1 min. |
| 6  | Mes cheveux                | Hair Moves        | 14 décembre 2017      | 10 septembre 2017     | 1 min. |
| 7  | Eugène et Cassandra        | Three's a Crowd   | 21 décembre 2017      | 17 septembre 2017     | 1 min. |
| 8  | L'Aventure                 | Comfort Zone      | 28 décembre 2017      | 24 septembre 2017     | 1 min. |
| 9  | Problème de cheveux        | Bad Hair Day      | 7 février 2018        | 16 janvier 2018       | 1 min. |
| 10 | Pascal                     | Pascal            | 14 février 2018       | 23 janvier 2018       | 1 min. |
| 11 | Ma garde-robe              | Royal Wardrobe    | 21 février 2018       | 30 janvier 2018       | 1 min. |
| 12 | Mes taches de rousseur     | Freckles          | 28 mars 2018          | 6 février 2018        | 1 min. |
| 13 | Ma tante Willow            | Role Models       | 7 mars 2018           | 13 février 2018       | 1 min. |
| 14 | Ma passion                 | Art Lesson        | 14 mars 2018          | 20 février 2018       | 1 min. |
| 15 | Cours de peinture          | Art Lesson Part 2 | 21 mars 2018          | 27 février 2018       | 1 min. |
| 16 | Titre en français inconnu  | Max               | 15 avril 2019         | 6 mars 2018           | 1 min. |
| 17 | Jours de fête              | Holidays          | 4 avril 2018          | 13 mars 2018          | 1 min. |
| 18 | Titre en français inconnu  | Venture Out       | 3 mars 2018           | 20 mars 2018          | 1 min. |
| 19 | Titre en français inconnu  | Nature            | 3 mai 2019            | 27 mars 2018          | 1 min. |
| 20 | Titre en français inconnu  | Blondie           | 19 décembre 2018      | 3 avril 2018          | 1 min. |

### Saison 2 (2018-2019)
La saison 2 a été officiellement annoncée le 15 février 2017. La saison a débuté le 24 juin 2018 et se terminera le 31 mars 2019.
| №  | #  | Titre français                            | Titre original                             | Diffusion française | Diffusion originale | Code prod. | Durée   |
| -- | -- | ----------------------------------------- | ------------------------------------------ | ------------------- | ------------------- | ---------- | ------- |
| 24 | 1  | Au-delà des murs de Corona                | Beyond the Corona Walls                    | 16 septembre 2018   | 24 juin 2018        | 201        | 44 min. |
| 25 | 1  | Au-delà des murs de Corona                | Beyond the Corona Walls                    | 16 septembre 2018   | 24 juin 2018        | 202        | 44 min. |
| 26 | 2  | Le Retour de Quaid                        | The Return of Quaid                        | 23 septembre 2018   | 1er juillet 2018    | 203        | 22 min. |
| 27 | 3  | Au revoir, Vardaros                       | Goodbye and Goodwill                       | 30 septembre 2018   | 8 juillet 2018      | 204        | 22 min. |
| 28 | 4  | La Forêt sans retour                      | Forest of No Return                        | 7 octobre 2018      | 15 juillet 2018     | 205        | 22 min. |
| 29 | 5  | Libre comme un oiseau                     | Freebird                                   | 14 octobre 2018     | 22 juillet 2018     | 206        | 22 min. |
| 30 | 6  | Vigor le visionnaire                      | Vigor the Visionary                        | 4 novembre 2018     | 29 juillet 2018     | 207        | 22 min. |
| 31 | 7  | La Gardienne de la cime                   | Keeper of the Spire                        | 13 janvier 2019     | 5 août 2018         | 208        | 22 min. |
| 32 | 8  | Le Grand Lézardus                         | King Pascal                                | 21 octobre 2018     | 12 août 2018        | 209        | 22 min. |
| 33 | 9  | L'Amour du pied froid                     | There's Something About Hook Foot          | 28 octobre 2018     | 19 août 2018        | 210        | 22 min. |
| 34 | 10 | La Recette du bonheur                     | Happiness Is...                            | 20 janvier 2019     | 26 août 2018        | 211        | 22 min. |
| 35 | 11 | Max et Eugène dans « Péril en haute mer » | Max and Eugene in "Peril on the High Seas" | 17 mars 2019        | 3 mars 2019         | 212        | 22 min. |
| 36 | 12 | Le Mauvais Sort                           | Curses!                                    | 17 mars 2019        | 10 mars 2019        | 213        | 22 min. |
| 37 | 13 | L'Œil de Pincosta                         | The Eye of Pincosta                        | 17 mars 2019        | 10 mars 2019        | 214        | 22 min. |
| 38 | 14 | Raiponce et le Grand Arbre                | Rapunzel and the Great Tree                | 24 mars 2019        | 17 mars 2019        | 215        | 44 min. |
| 39 | 14 | Raiponce et le Grand Arbre                | Rapunzel and the Great Tree                | 24 mars 2019        | 17 mars 2019        | 216        | 44 min. |
| 40 | 15 | Les Frères froids                         | The Brothers Hook                          | 31 mars 2019        | 24 mars 2019        | 218        | 22 min. |
| 41 | 16 | Retour à la case départ                   | Rapunzel: Day One                          | 31 mars 2019        | 24 mars 2019        | 217        | 22 min. |
| 42 | 17 | Miroir, mon beau miroir                   | Mirror, Mirror                             | 7 avril 2019        | 31 mars 2019        | 219        | 22 min. |
| 43 | 18 | Un vrai jeu d'enfant                      | You're Kidding Me!                         | 7 avril 2019        | 31 mars 2019        | 220        | 22 min. |
| 44 | 19 | Le Rêve de Raiponce                       | Rapunzeltopia                              | 26 mai 2019         | 7 avril 2019        | 221        | 22 min. |
| 45 | 20 | Le Quatrième Morceau de parchemin         | Lost and Found                             | 2 juin 2019         | 7 avril 2019        | 222        | 22 min. |
| 46 | 21 | Raiponce et la Pierre de lune             | Destinies Collide                          | 9 juin 2019         | 14 avril 2019       | 223        | 44 min. |
| 47 | 21 | Raiponce et la Pierre de lune             | Destinies Collide                          | 9 juin 2019         | 14 avril 2019       | 224        | 44 min. |

### Saison 3 (2019-2020)
La saison 3 a été officiellement annoncée le 13 juin 2019. Elle est diffusée entre le 7 octobre 2019 et le 1er mars 2020 aux États-Unis et depuis le 24 novembre en France.
| №  | #  | Titre français                     | Titre original                      | Diffusion française | Diffusion originale | Code prod. | Durée   |
| -- | -- | ---------------------------------- | ----------------------------------- | ------------------- | ------------------- | ---------- | ------- |
| 48 | 1  | Le Retour de Raiponce              | Rapunzel's Return                   | 24 novembre 2019    | 7 octobre 2019      | 301        | 44 min. |
| 49 | 1  | Le Retour de Raiponce              | Rapunzel's Return                   | 24 novembre 2019    | 7 octobre 2019      | 302        | 44 min. |
| 50 | 2  | Le Retour du roi                   | Return of the King                  | 1er décembre 2019   | 8 octobre 2019      | 303        | 22 min. |
| 51 | 3  | Qui a peur du grand méchant loup ? | Who's Afraid of the Big, Bad Wolf?  | 8 décembre 2019     | 9 octobre 2019      | 304        | 22 min. |
| 52 | 4  | La Chasse au trésor                | The Lost Treasure of Herz Der Soone | 15 décembre 2019    | 10 octobre 2019     | 305        | 22 min. |
| 53 | 5  | Voyage dans le passé               | No Time Like the Past               | 22 décembre 2019    | 11 octobre 2019     | 306        | 22 min. |
| 54 | 6  | Le Tournoi des Sept Couronnes      | Beginnings                          | 29 décembre 2019    | 15 octobre 2019     | 307        | 22 min. |
| 55 | 7  | Le Livre des amoureux              | The King and Queen of Hearts        | 5 janvier 2020      | 16 octobre 2019     | 308        | 22 min. |
| 56 | 8  | Le Jour des animaux                | Day of the Animals                  | 12 janvier 2020     | 17 octobre 2019     | 309        | 22 min. |
| 57 | 9  | Les Rochers rouges                 | Be Very Afraid!                     | 19 janvier 2020     | 18 octobre 2019     | 310        | 22 min. |
| 58 | 10 | Pascal et le dragon                | Pascal's Dragon                     | 26 janvier 2020     | 12 janvier 2020     | 311        | 22 min. |
| 59 | 11 | Mirages                            | Islands Apart                       | 2 février 2020      | 19 janvier 2020     | 312        | 22 min. |
| 60 | 12 | La Revanche de Cassandra           | Cassandra's Revenge                 | 23 février 2020     | 26 janvier 2020     | 313        | 44 min. |
| 61 | 12 | La Revanche de Cassandra           | Cassandra's Revenge                 | 23 février 2020     | 26 janvier 2020     | 314        | 44 min. |
| 62 | 13 | Retour à la cime                   | Race to the Spire                   | 9 février 2020      | 2 février 2020      | 315        | 22 min. |
| 63 | 14 | L'Histoire de deux sœurs           | A Tale of Two Sisters               | 16 février 2020     | 9 février 2020      | 316        | 22 min. |
| 64 | 15 | L'imposteur                        | Flynnpostor                         | 1er mars 2020       | 16 février 2020     | 317        | 22 min. |
| 65 | 16 | Il était une fois, une servante... | Once a Handmaiden...                | 20 septembre 2020   | 23 février 2020     | 318        | 22 min. |
| 66 | 17 | À la croisée des chemins           | Plus est en vous                    | 20 septembre 2020   | 1er mars 2020       | 319        | 66 min. |
| 67 | 17 | À la croisée des chemins           | Plus est en vous                    | 20 septembre 2020   | 1er mars 2020       | 320        | 66 min. |
| 68 | 17 | À la croisée des chemins           | Plus est en vous                    | 20 septembre 2020   | 1er mars 2020       | 321        | 66 min. |

## Bandes originales

### Version originale
Une première bande originale parue chez Walt Disney Records est sortie le 20 novembre 2017. Celle-ci reprend certains titres des épisodes L'Histoire Pascal, La Fureur furieuse de Frida la Furie et Le Rôle d'une reine. Les musiques sont composés par Alan Menken et les paroles sont de Glenn Slater.
| Tangled: The Series (Music from the TV Series) (2017) | Tangled: The Series (Music from the TV Series) (2017) | Tangled: The Series (Music from the TV Series) (2017) | Tangled: The Series (Music from the TV Series) (2017) | Tangled: The Series (Music from the TV Series) (2017) | Tangled: The Series (Music from the TV Series) (2017) | Tangled: The Series (Music from the TV Series) (2017) | Tangled: The Series (Music from the TV Series) (2017) | Tangled: The Series (Music from the TV Series) (2017) | Tangled: The Series (Music from the TV Series) (2017) |
| No                                                    | Titre                                                 | Interprètes                                           | Durée                                                 |                                                       |                                                       |                                                       |                                                       |                                                       |                                                       |
| ----------------------------------------------------- | ----------------------------------------------------- | ----------------------------------------------------- | ----------------------------------------------------- | ----------------------------------------------------- | ----------------------------------------------------- | ----------------------------------------------------- | ----------------------------------------------------- | ----------------------------------------------------- | ----------------------------------------------------- |
| 1.                                                    | I've Got This                                         | Mandy Moore, Eden Espinosa                            | 2:33                                                  |                                                       |                                                       |                                                       |                                                       |                                                       |                                                       |
| 2.                                                    | Let Me Make You Proud                                 | Jeremy Jordan                                         | 2:06                                                  |                                                       |                                                       |                                                       |                                                       |                                                       |                                                       |
| 3.                                                    | Listen Up                                             | Danielle Brooks                                       | 2:49                                                  |                                                       |                                                       |                                                       |                                                       |                                                       |                                                       |
| 4.                                                    | Friendship Song                                       | Brennley Brown                                        | 2:10                                                  |                                                       |                                                       |                                                       |                                                       |                                                       |                                                       |
| 9:38                                                  |                                                       |                                                       |                                                       |                                                       |                                                       |                                                       |                                                       |                                                       |                                                       |

L'album contenant l'intégralité des titres de la première saison est sorti le 19 janvier 2018.
| Tangled: The Series (Music from the TV Series) (2018) | Tangled: The Series (Music from the TV Series) (2018) | Tangled: The Series (Music from the TV Series) (2018)            | Tangled: The Series (Music from the TV Series) (2018) | Tangled: The Series (Music from the TV Series) (2018) | Tangled: The Series (Music from the TV Series) (2018) | Tangled: The Series (Music from the TV Series) (2018) | Tangled: The Series (Music from the TV Series) (2018) | Tangled: The Series (Music from the TV Series) (2018) | Tangled: The Series (Music from the TV Series) (2018) |
| No                                                    | Titre                                                 | Interprètes                                                      | Durée                                                 |                                                       |                                                       |                                                       |                                                       |                                                       |                                                       |
| ----------------------------------------------------- | ----------------------------------------------------- | ---------------------------------------------------------------- | ----------------------------------------------------- | ----------------------------------------------------- | ----------------------------------------------------- | ----------------------------------------------------- | ----------------------------------------------------- | ----------------------------------------------------- | ----------------------------------------------------- |
| 1.                                                    | Wind in My Hair                                       | Mandy Moore                                                      | 2:33                                                  |                                                       |                                                       |                                                       |                                                       |                                                       |                                                       |
| 2.                                                    | Life After Happily Ever After                         | Mandy Moore, Clancy Brown, Zachary Levi                          | 4:40                                                  |                                                       |                                                       |                                                       |                                                       |                                                       |                                                       |
| 3.                                                    | Wind in My Hair (Reprise)                             | Mandy Moore                                                      | 1:36                                                  |                                                       |                                                       |                                                       |                                                       |                                                       |                                                       |
| 4.                                                    | I've Got This                                         | Mandy Moore, Eden Espinosa et Cast                               | 2:32                                                  |                                                       |                                                       |                                                       |                                                       |                                                       |                                                       |
| 5.                                                    | Let Me Make You Proud                                 | Jeremy Jordan                                                    | 2:06                                                  |                                                       |                                                       |                                                       |                                                       |                                                       |                                                       |
| 6.                                                    | Let Me Make You Proud (Reprise)                       | Jeremy Jordan                                                    | 1:02                                                  |                                                       |                                                       |                                                       |                                                       |                                                       |                                                       |
| 7.                                                    | Friendship Song                                       | Brennley Brown                                                   | 2:09                                                  |                                                       |                                                       |                                                       |                                                       |                                                       |                                                       |
| 8.                                                    | Listen Up                                             | Danielle Brooks, Mandy Moore et Cast                             | 2:48                                                  |                                                       |                                                       |                                                       |                                                       |                                                       |                                                       |
| 9.                                                    | Set Yourself Free                                     | Mandy Moore                                                      | 2:15                                                  |                                                       |                                                       |                                                       |                                                       |                                                       |                                                       |
| 10.                                                   | Ready As I'll Ever Be                                 | Jeremy Jordan, Eden Espinosa, Zachary Levi, Clancy Brown et Cast | 2:03                                                  |                                                       |                                                       |                                                       |                                                       |                                                       |                                                       |
| 11.                                                   | More of Me                                            | Natasha Bedingfield                                              | 3:02                                                  |                                                       |                                                       |                                                       |                                                       |                                                       |                                                       |
| 26:46                                                 |                                                       |                                                                  |                                                       |                                                       |                                                       |                                                       |                                                       |                                                       |                                                       |

### Version française
La bande originale française de la première saison, aussi parue chez Walt Disney Records, est sortie le 2 mars 2018. Elle ne contient ni Toi et moi (la chanson de l'amitié), ni la version française de More of Me, deux chansons interprétées par Emmylou Homs. Les paroles sont adaptés par Virginie Acariès.
| Raiponce : La Série (Musique issue de la série TV) (2018) | Raiponce : La Série (Musique issue de la série TV) (2018) | Raiponce : La Série (Musique issue de la série TV) (2018)                                                                      | Raiponce : La Série (Musique issue de la série TV) (2018) | Raiponce : La Série (Musique issue de la série TV) (2018) | Raiponce : La Série (Musique issue de la série TV) (2018) | Raiponce : La Série (Musique issue de la série TV) (2018) | Raiponce : La Série (Musique issue de la série TV) (2018) | Raiponce : La Série (Musique issue de la série TV) (2018) | Raiponce : La Série (Musique issue de la série TV) (2018) |
| No                                                        | Titre                                                     | Interprètes | Durée                                                     |                                                           |                                                           |                                                           |                                                           |                                                           |                                                           |
| --------------------------------------------------------- | --------------------------------------------------------- | --- | --------------------------------------------------------- | --------------------------------------------------------- | --------------------------------------------------------- | --------------------------------------------------------- | --------------------------------------------------------- | --------------------------------------------------------- | --------------------------------------------------------- |
| 1.                                                        | Le Vent dans les cheveux                                  | Maeva Méline | 2:34                                                      |                                                           |                                                           |                                                           |                                                           |                                                           |                                                           |
| 2.                                                        | Vivre heureux pour toujours                               | Maeva Méline, Emmanuel Dahl, Gilles Morvan                                                                                     | 4:41                                                      |                                                           |                                                           |                                                           |                                                           |                                                           |                                                           |
| 3.                                                        | Le Vent dans les cheveux (Reprise)                        | Maeva Méline | 1:36                                                      |                                                           |                                                           |                                                           |                                                           |                                                           |                                                           |
| 4.                                                        | C'est mon rôle                                            | Maeva Méline, Olivier Constantin, Julien Mior, Richard Rossignol, Barbara Beretta, Marie Tirmont                               | 2:33                                                      |                                                           |                                                           |                                                           |                                                           |                                                           |                                                           |
| 5.                                                        | Je te rendrai fier                                        | Michaël Lelong | 2:07                                                      |                                                           |                                                           |                                                           |                                                           |                                                           |                                                           |
| 6.                                                        | Je te rendrai fier (Reprise)                              | Michaël Lelong | 1:02                                                      |                                                           |                                                           |                                                           |                                                           |                                                           |                                                           |
| 7.                                                        | Écoutez-moi bien                                          | Prisca Desmarez, Maeva Méline, David Krüger, Olivier Constantin, Xavier Fagnon, Pascal Casanova, Raphaël Cohen, Grégory Quidel | 2:48                                                      |                                                           |                                                           |                                                           |                                                           |                                                           |                                                           |
| 8.                                                        | Ta liberté                                                | Maeva Méline | 2:15                                                      |                                                           |                                                           |                                                           |                                                           |                                                           |                                                           |
| 9.                                                        | Plus prêt que jamais                                      | Michaël Lelong, Marie Tirmont, Emmanuel Dahl, Gilles Morvan, Maeva Méline et Cast                                              | 2:03                                                      |                                                           |                                                           |                                                           |                                                           |                                                           |                                                           |
| 10.                                                       | More of Me                                                | Natasha Bedingfield | 3:02                                                      |                                                           |                                                           |                                                           |                                                           |                                                           |                                                           |
| 24:40                                                     |                                                           | |                                                           |                                                           |                                                           |                                                           |                                                           |                                                           |                                                           |